# Monte Salvaro
Il monte Salvàro (826 m s.l.m.) è una montagna del medio Appennino bolognese, inclusa nel territorio comunale di Grizzana Morandi.

## Descrizione
Col suo imponente massiccio, compreso fra le due catene di monte Sole a nord e di monte Vigese a sud, divide la valle del fiume Reno a ovest da quella del suo affluente Setta a est e offre, dalla sua cima, una panoramica completa della media valle del Reno.
Il complesso di monte Salvaro raggiunge la sua massima altezza con la cima denominata Il Crocione di monte Salvaro, posta a 826 metri sul livello del mare; le alte vette sono:
- Monte Termine (576 m);
- Monte Sterlese (473 m);
- Monte Pezza (752 m);
- Monte Alcino (534 m).

Lungo le boscose pendici di monte Salvaro sorge la località Pioppe di Salvaro, al confine tra i comuni di Grizzana Morandi, Vergato e Marzabotto, interessante dal punto di vista storico per l'antico borgo chiamato Sanguineta che conserva.

## Storia
Il monte  fu teatro di aspre battaglie nell'ottobre del 1944, la cima fu definitivamente conquistata il 24 ottobre dall’Imperial Light Horse/Kimberley Regiment (6th South African Armoured Division).

## Trasporti
Il fondovalle è solcato dalla linea ferroviaria Bologna-Pistoia.